# Vogelgesang (Elsnig)
Vogelgesang ist ein Ortsteil der Gemeinde Elsnig im Landkreis Nordsachsen in Sachsen.

## Lage
Vogelgesang liegt direkt an der Bundesstraße 182 im Abschnitt Torgau – Dommitzsch. Elsnig befindet sich südöstlich und die Waldsiedlung südlich fast anschließend. Die Flur Vogelsang liegt sowohl in der Elbaue als auch westlich auf der sandigen Ebene gen ehemaliges WASAG-Waldgelände. Die Fläche der Elbaue besteht aus Schwemmlandböden. An der stillgelegten Bahnstrecke Pratau–Torgau besaß Vogelsang einen Haltepunkt.

## Geschichte
Urkundlich wurde 1575 über ein Einzelgut am Flecken Vogelgesang berichtet. 1648 war es ein Rittergut mit 263 Hektar Land. Zudem wohnten im Weiler 1747 6 und 1845 41 Häusler. 1424 wurde der Flecken schon Vogelsang und ab 1500 als Vogelgesang genannt. Seit 1974 gehört der Ort zu Elsnig.
Um 1930 wurde die WASAG schützend in das Waldgelände gebaut, um das Heer und andere Einheiten mit Munition für den geplanten Krieg aufzurüsten. Nach dem Krieg begann die Demontage im Gelände der WASAG, die aber nie vollendet wurde. Die NVA der DDR nutzte den Rest der Anlagen. Heute ist das Gelände ein Sperrgebiet als Zwischenlager für Altmunition.